# Benjamin Carr
Benjamin Carr (ur. 12 września 1768 w Londynie, zm. 24 maja 1831 w Filadelfii) – amerykański kompozytor, wydawca i organista.

## Życiorys
Uczył się muzyki w Londynie u Samuela Arnolda oraz Charlesa i Samuela Wesleya. W 1793 roku wyjechał do Stanów Zjednoczonych i osiedlił się w Filadelfii. W tym samym roku założył w tym mieście sklep z muzykaliami i wydawnictwo muzyczne. Był wydawcą Musical Journal for the Piano Forte (1800–1804) i Carr’s Musical Miscellany (1812–1825). Od 1794 roku uczestniczył przy organizowaniu w Filadelfii koncertów muzycznych, w trakcie których występował jako śpiewak. Występował także jako pianista i organista. Grał jako organista w filadelfijskich kościołach: katolickim św. Augustyna i episkopalnym św. Piotra. Współzałożyciel powołanego w 1820 roku w Filadelfii Musical Found Society.

## Twórczość
Należał do pierwszego pokolenia zawodowych kompozytorów amerykańskich, z pochodzenia będących imigrantami. Przeniósł na grunt amerykański tradycje angielskiej opery balladowej i religijnego anthemu. Był autorem ponad 80 utworów religijnych i prawie 300 świeckich, z których dużą część opublikował we własnym wydawnictwie. Jego pieśni i ballady są prostymi utworami z akompaniamentem fortepianowym, przeznaczonymi do amatorskiego wykonywania. Dokonywał częstych aranżacji zarówno własnych, jak i cudzych kompozycji. Przyczynił się do podniesienia poziomu kultury muzycznej, w swoich wydawnictwach dostarczał społeczeństwu przystępnego materiału repertuarowego kompozytorów zarówno amerykańskich, jak i europejskich.
Był autorem jednej z pierwszych amerykańskich oper, The Archers, or Mountaineers of Switzerland (wyst. Nowy Jork 1796). Napisał ponadto operę pastoralną Philander and Sylvia, or Love Crown’d at Last (wyst. Londyn 1792), muzykę do Makbeta Szekspira (wyst. Nowy Jork 1795), Federal Overture na fortepian (1794), 6 sonat fortepianowych (1796), Dead March and Monody for General Washington (1800), Siege of Tripoli: Historical Naval Sonata (1804), ponadto sonatiny, marsze, wariacje, msze, psalmy, anthemy, hymny, ballady.